# Теодор Рейманн
Теодор Рейманн (чеськ. Theodor Reimann; 10 лютого 1921, Стречно — 30 серпня 1982, Братислава) — чехословацький футболіст, що грав на позиції воротаря, зокрема, за клуб «Сокіл» (Братислава), а також національну збірну Чехословаччини. По завершенні ігрової кар'єри — тренер.
Чемпіон Словаччини. Триразовий чемпіон Чехословаччини. Володар Кубка Чехословаччини (як тренер).

## Клубна кар'єра
У футболі дебютував 1939 року виступами за команду «Поважська Бистриця», в якій провів два сезони.
Протягом 1942 року захищав кольори команди «Світ».
1942 року перейшов до клубу «Сокіл» (Братислава), за який відіграв 12 сезонів. За цей час виборов титул чемпіона Словаччини, ставав чемпіоном Чехословаччини (тричі). Завершив професійну кар'єру футболіста виступами за ту ж саму команду, яка стала називатися «Слован» (Братислава) у 1954 році.

## Виступи за збірні
1939 року дебютував в офіційних матчах у складі національної збірної Словаччини. Протягом кар'єри у національній команді провів у її формі 19 матчів.
1948 року дебютував в офіційних матчах у складі національної збірної Чехословаччини. Протягом кар'єри у національній команді провів у її формі 5 матчів.
У складі збірної Чехословаччини був учасником чемпіонату світу 1954 року у Швейцарії, де зіграв проти Уругваю (0-2).

## Кар'єра тренера
Розпочав тренерську кар'єру, повернувшись до футболу після тривалої перерви, 1970 року, очоливши тренерський штаб клубу «Жиліна».
Протягом тренерської кар'єри також очолював команди «Локомотив» (Кошице) і «Нітра».
Останнім місцем тренерської роботи був клуб «Єднота» (Тренчин), головним тренером команди якого Теодор Рейманн був з 1976 по 1978 рік.
Помер 30 серпня 1982 року на 62-му році життя у місті Братислава.

## Титули і досягнення

### Як гравця
- Чемпіон Словаччини (1):

«Сокіл» (Братислава): 1943–1944
- Чемпіон Чехословаччини (3):

«Сокіл» (Братислава): 1949, 1950, 1951

### Як тренера
- Володар Кубка Чехословаччини (1):

«Єднота» (Тренчин): 1978